# Ґретхен Вітмер
Ґретхен Естер Вітмер (англ. Gretchen Whitmer; 23 серпня 1971) — американська політична діячка-демократка, 49-та губернаторка штату Мічиган. Членкиня Палати Представників штату Мічиган з 2001 до 2006 року й Сенату штату Мічиган з 2006 до 2015 року.

## Біографія
Народилася й виросла у Мічигані. Випускниця Центральної середньої школи Forest Hills поблизу Гранд-Репідс, школи права Університету штату Мічиган. Невдало балотувалася до Палати Представників штату Мічиган у 1990-х, обрана 2000 року. 2006 року стала сенаторкою штату Мічиган і залишила цю посаду 2015 року у зв'язку з вичерпанням дозволеної кількости термінів. Вона була першою жінкою-демократкою, що очолювала фракцію цієї партії в Сенаті Мічигану з 2011 до 2015 року. 2013 року Вітмер привернула національну увагу до виступу під час дебатів про аборти, у яких вона поділилася своїм досвідом потраждалої від сексуальних домагань. Упродовж шести місяців 2016 року вона була прокурором округу Інгем.
Вітмер обрана губернаторкою на виборах 2018 року, де вона перемогла кандидата від Республіканців прокурора штату Мічиган Білла Шуетта. Як губернаторка Вітмер зосередилась на охороні здоров'я та інфраструктурі. У лютому 2020 року її обрали для того, щоб відповісти від імені Демократичної партії США на щорічне звернення тодішнього президента Дональда Трампа до Конгресу США.
Вітмер оголосила, що балотуватиметься на переобрання у 2022 році.

### Вибори 2018
3 січня 2017 року оголосила, що балотуватиметься на виборах губернатора Мічигану.
7 серпня 2018 року стала кандидаткою від демократів на посаду губернатора штату Мічиган. Вона виграла всі 83 округи штату у праймаріз цієї партії.
Вітмер перемогла свого опонента Шуетта на виборах 6 листопада 2018 з перевагою у майже 10 відсоткових пунктів.

## Особисте життя
Ґретхен Вітмер має двох дітей від свого першого чоловіка Ґері Шрусбері. Пара розлучилася, і 2011 року вона одружилася зі стоматологом Марком Маллорі, у якого троє дітей від попереднього шлюбу. Вітмер і Меллорі живуть в Іст-Лансінгу, штат Мічиган, з двома її дочками та трьома синами.